# 錦璃
錦璃（1970年3月30日—）是越南流行女歌手，本名陳氏錦璃，生于南越西貢。

## 生平
錦璃生長在一個有六個兄弟姊妹的音樂世家，在兄弟姊妹之間排行第四。她的父親是一個狂熱的音樂愛好者和專家，兩個妹妹河芳以及明雪都是歌星。